# 1253年
| 千纪： | 2千纪 |
| 世纪： | 12世纪 \| 13世纪 \| 14世纪                                                                                 |
| 年代： | 1220年代 \| 1230年代 \| 1240年代 \| 1250年代 \| 1260年代 \| 1270年代 \| 1280年代                           |
| 年份： | 1248年 \| 1249年 \| 1250年 \| 1251年 \| 1252年 \| 1253年 \| 1254年 \| 1255年 \| 1256年 \| 1257年 \| 1258年 |
| 纪年： | 癸丑年（牛年）；大理天定二年；蒙古宪宗三年；南宋宝祐元年；越南天應政平二十二年；日本建長五年               |

## 大事记
- 宋理宗改年號寶祐。
- 蒙古第五次入侵高麗。
- 八思巴接受薩迦·班智達臨終前所傳衣缽及法螺等物，遂成為薩迦派的新教主，史称藏传佛教萨迦派五祖，建立西藏歷史上第一個政教合一政權薩迦巴。
- 八月，蒙古帝國的忽必烈奉蒙哥大汗之命率軍從陝西出發，“革囊渡江”征雲南，滅大理國，但仍由末代皇帝段興智世襲大理總管。

## 逝世
- 高泰祥，高升泰後裔，末代中國公。